# Чому банан огризається
«Чому банан огризається» (рос. «Почему банан огрызается») — російський короткометражний анімаційний трагікомедійний фільм, знятий Світланою Разгуляєвою. Світова прем'єра стрічки відбулась 9 лютого 2015 року на Берлінському кінофестивалі. Фільм розповідає про невдаху, який виявляє у себе хвіст.

## Сюжет
Безіменний головний герой працює в крамниці «Веселий банан», роздаючи на вулиці рекламні листівки в костюмі банана. Приходячи з роботи додому, він мріє про яхти та море. Але одного разу хлопець-банан виявляє в себе хвіст.
Через деякий час він записує на відео свою історію хвороби, розказуючи про марні спроби лікування. За його словами, повернувшись з лікарняного до роботи, хвіст настільки йому заважав, що він став огризатися перехожим, які невдовзі поскаржилися його працедавцю, і банана було звільнено.
Під час запису відео він розміркує над тим, щоб кудись поплисти. Також розказує про те, як до нього навідалась міліція, яка посадила його до зоопарку, так як він, на їх думку, не є людиною. За словами героя, втікши з зоопарку, він звертався по допомогу до кількох організацій, але там заявили, що «такими питаннями» не займаються. Згодом, він порівнює свій хвіст з якорем, що тягне до дна, та каже про те, що рідним та суспільству він не потрібен, і не заслуговує таке покарання.
Зрештою банан вирішує вчинити самогубство, але прийшовши на міст, він помічає чоловіка з рогами, який теж хоче вчинити самогубство. Несподівано головний герой зривається з моста і падає вниз, але потрапляє в пісок на вантажному кораблі. Закінчується фільм тим, що мрія хлопця збувається — він керує цим кораблем.

## Визнання
| Нагороди та номінації фільму «Чому банан огризається» | Нагороди та номінації фільму «Чому банан огризається» | Нагороди та номінації фільму «Чому банан огризається»                     | Нагороди та номінації фільму «Чому банан огризається» | Нагороди та номінації фільму «Чому банан огризається» | Нагороди та номінації фільму «Чому банан огризається» |
| Рік                                                   | Кінопремія / Кінофестиваль                            | Категорія / Нагорода                                                      | Номінант                                              | Результат                                             |                                                       |
| ----------------------------------------------------- | ----------------------------------------------------- | ------------------------------------------------------------------------- | ----------------------------------------------------- | ----------------------------------------------------- | ----------------------------------------------------- |
| 2015                                                  | Берлінський кінофестиваль                             | «Кришталевий ведмідь» за найкращий короткометражний фільм «Покоління 14+» | «Чому банан огризається»                              | Номінація                                             |                                                       |
| 2015                                                  | Фестиваль анімаційного кіно в Суздалі                 | Гран-прі                                                                  | «Чому банан огризається»                              | Перемога                                              |                                                       |
| 2015                                                  | Фестиваль анімаційного кіно в Суздалі                 | Нагорода імені Олександра Татарського                                     | «Чому банан огризається»                              | Перемога                                              |                                                       |
| 2015                                                  | Фестиваль анімаційного кіно в Суздалі                 | Приз глядацьких симпатій                                                  | «Чому банан огризається»                              | Перемога                                              |                                                       |